# Hospital del Niño Dr. José Renán Esquivel
El Hospital del Niño Doctor José Renán Esquivel es un hospital pediátrico de Ciudad de Panamá y el principal hospital pediátrico de la República de Panamá. Es un hospital parte del Sistema Público de Salud del Ministerio de Salud.
Junto al Hospital Santo Tomás es la instalación de salud pública más importante de Panamá. Depende del Ministerio de Salud, por lo que generalmente atiende a la población panameña no asegurada en la seguridad social de la Caja de Seguro Social, sin embargo, la población asegurada, que es aproximadamente el 80% de la población panameña, tiene la opción de atenderse en el Hospital, dado a sucesivos convenios interinstitucionales entre las autoridades del Ministerio de Salud, las del Hospital y las de la Caja de Seguro Social.

## Historia
Con la inauguración del nuevo Hospital Santo Tomás el día 1 de septiembre de 1924 en las instalaciones actuales de Avenida Balboa, la atención pediátrica se daba en dos salas de 40 camas en la planta baja del nosocomio.
El primer pediatra fue el Dr. Rodolfo Arce, luego se incorporaron los pediatras Edgardo Burgos y Pedro Vasco Nuñez.
El Dr. Rodolfo Arce presentó al Club de Leones de Panamá la propuesta de construir un hospital enteramente dedicado a los niños en 1939.
En febrero de 1947, el Club de Leones de Panamá nombra un Comité Ejecutivo y un Comité Especial de Colectas en pro del Hospital del Niño. Como meta se fijo la suma de 250,000 Balboas. En el Parque de Santa Ana, el entonces parque más importante de toda Ciudad de Panamá, se fijó un enorme termómetro que indicaba la cantidad que se tenía recolectada versus la cantidad aspirada para lograr un nuevo hospital.
El entonces Presidente de la República Enrique Jiménez donó un terreno ubicado en el Corregimiento de Calidonia que va desde la Avenida Balboa, entre la Calle 34 y el Hospital Santo Tomás. 
La primera piedra se colocó en ceremonia solemne el 1 de noviembre de 1947, la construcción inició el 14 de mayo de 1948 y finalizada y terminada el 31 de enero de 1950. Inicia su funcionamiento como Sala de Pediatría del Hospital Santo Tomás.
El 23 de agosto de 1958 el Presidente de Panamá Ernesto de la Guardia sanciona la Ley 17 que crea el Hospital del Niño como una entidad autónoma ligada al Ministerio de Salud regentada por un Patronato. Constituyéndose como su primer Director Médico el Dr. Leopoldo Benedetti.
En 1962 el Patronato elige al Dr. José Renán Esquivel como Director Médico y al Dr. Pedro Vasco Nuñez como, luego de la renuncia del Dr. Leopoldo Benedetti a la dirección del Hospital. Igualmente iniciando la Residencia Médica de la especialidad de Pediatría y diferentes seminarios médicos del Hospital del Niño.
En el año 1965, el Hospital Santo Tomás transpasa el cuarto de Neonatología de la maternidad María Cantera de Remón a la administración del Hospital del Niño, así como la Sala de Infectocontagioso de Niños en el año 1968.
El Dr. José Renán Esquivel asume el Ministerio de Salud en el año 1969, constituyéndose así como el primer ministro de salud de la República de Panamá, con su nombramiento como ministro dejó vacante la Dirección Médica del Hospital hasta el año 1973, siendo asumida por los Doctores Rodolfo Poveda y Jorge Jean-Francois.
En 1976 la Caja de Seguro Social firma por primera vez un convenio para permitir la atención de sus asegurados en el Hospital del Niño.
En 1979 se inaugura un nuevo edificio en Calle 34, con los servicios de Terapia Intensiva, Quemados, Neonatología y Docencia.
En el año 1983, la Sociedad de Damas Griegas, construye el cuarto de reposo el cual le otorgaba una sala de descanso a los familiares de los pacientes provenientes del interior del país.
En 1992, funciona el Anexo #2, como edificio de oficinas administrativas de la institución, y también de la Sección de Fiscalización de Contraloría General de la República, como es común en todas las instituciones panameñas, igualmente, la Corte Suprema de Justicia reafirma mediante resolución la autonomía administrativa del Hospital del Niño.
En la Teletón del año 1996 se plantea como proyecto meta la construcción de la consulta de especialidades del Hospital del Niño, iniciándose su construcción el año siguiente, entregándose en el año 1999.
En el año 2003 el Hospital del Niño se convierte en el primer hospital de Panamá en contar con un sistema de Teleradiologia y la ampliación por parte del Club Activo 20-30 de servicio de urgencias.
En año 2008, se dio el quincuagésimo aniversario del Hospital del Niño, dándose distintas campañas como Te queremos ver crecer, Un centavo para la niñez, la acuñación de monedas con imágenes alusivas, la impresión de billetes de la Lotería Nacional de Beneficencia, entre otras.
En el año 2012 dada la gran demanda del hospital y el desgaste de las instalaciones, el Ministerio de Salud, informa que será edificado un nuevo hospital del niño en antiguos terrenos de la embajada de los Estados Unidos en Panamá. Siendo formalmente entregados los terrenos el 14 de agosto por el Presidente de la República Ricardo Martinelli, también inaugurándose, el proyecto de Telemedicina, reunió a los principales hospitales pediátricos de Panamá, el Hospital Materno Infantil José Domingo Obaldia y el Hospital de Especialidades Pediátricas Omar Torrijos Herrera, con el Hospital del Niño.
En 2014 Mariano Rivera y Derek Jeter entregan 5000 balboas del fideicomiso de los jugadores de la Major League Baseball.
El 30 de septiembre de 2014, se le cambió el nombre de Hospital del Niño, a Hospital del Niño Doctor José Renán Esquivel, quien fuera el segundo director del hospital y primer ministro de salud de la República de Panamá.
El 14 de octubre de 2015, se realiza la licitación pública para la construcción del nuevo Hospital del Niño. dándose una primera impugnación ante la Dirección General de Contrataciones Públicas, dándose sucesivos reclamos hasta el año 2020 cuando la ministra de salud Rosario Turner, confirma que se realiza la adjudicación de la obra a la empresa ganadora, dejando atrás 7 años de incertidumbre y necesidad del hospital.

## Organización
Desde su creación el Hospital ha sido regentado por un Patronato, quién designa al Director Médico del hospital, estos le corresponde la dirección de las distintas áreas del hospital a su mando y diversos comités hospitalarios dirigidos por médicos y jefes de servicios del hospital. 

### Patronato
El patronato está compuesto por:
- El Ministro de Salud Quién preside
- 2 miembros del Club de Leones de Panamá
- 1 miembro del Club Rotario de Panamá
- 1 miembro de la Sociedad Protectora del Hospital del Niño

Este cuerpo colegiado constituye la máxima autoridad del Hospital del Niño Dr. José Renán Esquivel, posee patrimonio propio, autonomía financiera y funcional y personalidad jurídica.

### Dirección Médica
La Dirección Médica es ostentada por el director médico del hospital designado por el patronato, quien deberá ser médico pediatra debidamente acreditado por el Consejo Técnico de Salud Pública.
Le compete la dirección total del hospital, tanto en la parte médica como administrativa. 
El actual Director Médico es el Dr. Paul Gallardo, elegido en el año 2012.

### Departamentos
Los departamentos conforman la actividad regular del hospital en el área de atención médica. Los departamentos reunidos conforman la Junta Asesora del Hospital.
Los departamentos son:
- Departamento de Apoyo al Diagnóstico
- Departamento Apoyo al Tratamiento
- Departamento de Investigación
- Departamento de Medicina
- Departamento de Consulta Externa y Cuarto de Urgencias

Los jefes de departamento responden inmediatamente al director médico del hospital.

### Comités y Comisiones
Los comités o comisiones de trabajo son organismos colegiados del hospital que manejan las diversas labores adicionales de los departamentos de atención médica regular.
Los comités son:
- Comité de Bioética de la Investigación en Salud
- Comité de Bioseguridad
- Comité de Desechos Hospitalarios
- Comité de Docencia Médica
- Comité de Docencia Institucional
- Comité Editorial del Boletín Informativo del Hospital del Niño Dr. José Renan Esquivel
- Comité de Farmacoterapia
- Comité Hospitalario de Preparativos y Respuestas para Emergencias y Desastres
- Comité Institucional de Infecciones Asociadas a la Atención de Salud (IAAS)
- Comité del programa de optimización en el uso de antimicrobianos. (PROA)

Las comisiones son:
- Comisión para la Prevención de la Violencia contra la Niñez
- Comisión de Humanización